# Rapsódia Portuguesa
Rapsódia Portuguesa (1959) é um filme português realizado por João Mendes, com argumento de Fernanda de Castro, ideia de António Ferro e narração de Pedro Moutinho. O filme, produzido pelo Secretariado Nacional de Informação, esteve em competição no Festival de Cannes em 1959 e venceu nesse ano a medalha de prata no Festival Internacional de Cinema Documental e Curtas Metragens de Bilbao.
Fernanda de Castro escreveu em Ao Fim da Memória que António Lopes Ribeiro foi o primeiro realizador a ser contactado para fazer o filme, mas depois, António Ferro morre e o "(...) projecto foi por água abaixo (...) O filme, contudo, acabou por se fazer. Dois anos depois da morte do meu marido, fui procurada por Filipe de Solms, que se propunha a produzi-lo, confiando a sua direcção a João Mendes."
Rapsódia Portuguesa foi também o primeiro filme português feito em cinemascope.

## Sinopse
Trata-se de um filme que retrata costumes e práticas religiosas ancestrais do povo português do Norte ao Sul do país. Este documentário insere-se numa linha etnográfica e antropológica, recolhendo imagens reais e espontâneas combinadas com pequenos apontamentos montados para a câmara. O resultado é um testemunho valiosíssimo dos costumes e da vida portuguesas antes do impacto da industrialização, da urbanização e da modernidade, uma radiografia da vida rural tal como era vivida desde o século XIX, com a sua imensa variedade de ofícios e fainas agrícolas, fluviais e marítimas das comunidades do interior e das ribeirinhas, retratando poeticamente as figuras do sargaceiro, do pescador da Nazaré, do campino, as festas sazonais, os cânticos do trabalho e os do lazer, etc. Especial destaque para o valor dramático das cenas noturnas da "encomendação das almas".
A obra foi acusada de projectar uma imagem que acompanha o discurso oficial do regime e a ideologia dominante, omitindo, por conseguinte, a verdadeira face da ruralidade, isto é, o seu dilema entre um discurso oficial conservador, ruralista, bucólico e passadista, na linha de um Júlio Dinis, e o impacto sobre o 'país real' do acelerado desenvolvimento industrial no Portugal do pós-guerra, sobretudo a partir dos anos 50, com as consequentes migrações massivas para os centros urbanos e para o exterior, que acabariam por pauperizar e desertificar o hinterland português. Servido por uma narração inteligente e cúmplice, no pólo oposto ao de um carpir neo-realista, o filme de Fernanda de Castro cumpriu plenamente o seu desígnio de se constituir em hino ao Portugal que desaparecia.

## Elenco
- Maria Clara
- Maria de Fátima Bravo
- Maria de Lurdes Resende
- Domingos Marques
- Carlos Ramos

## Dados técnicos
- Argumento: Fernanda de Castro
- Realização: João Mendes
- Produção: SNI
- Produtor: Filipe de Solms
- Género: Documentário
- Música: Shegundo Galarza e Silva Pereira
- Duração: 86
- Realizador: João Mendes

## Festivais
- Festival de Cannes 1959 (Filme em competição)
- Festival Internacional de Cinema Documental e Curtas Metragens de Bilbao, tendo sido galardoado com a medalha de prata.